# Juan Eduardo Lescano
Juan Eduardo Lescano (Rauch, Argentina, 29 de octubre de 1992) es un futbolista argentino. Juega como delantero y su equipo es el  Bashundhara Kings de la Primera Liga Bangladesh

## Formación
Juan Eduardo se trasladó a España a la temprana edad de 14 años para jugar en un club regional de ese país que se encontraba en el pequeño pueblo de Moraleja de Enmedio. Su rendimiento fue sideral, a tal punto que un seleccionador del entrenador Rafa Benítez adquiere su pase para que se una a las divisiones inferiores del Liverpool. En el conjunto inglés sólo pudo entrenarse ya que no podía disputar partidos debido a problemas burocráticos. Aquí es donde apareció el Real Madrid incorporando al jugador para que termine su formación en el Juvenil "A" de éste conjunto.

## Clubes
| Club                          | País                   | Año       |
| ----------------------------- | ---------------------- | --------- |
| Al-Ahli                       | Emiratos Árabes Unidos | 2011-2012 |
| F. C. Lugano                  | Suiza                  | 2012-2013 |
| F. C. Yenisey Krasnoyarsk     | Rusia                  | 2013-2016 |
| F. C. SKA-Jabarovsk           | Rusia                  | 2016-2017 |
| F. K. Anzhí Majachkalá        | Rusia                  | 2017-2019 |
| F. C. Tobol Kostanai (cedido) | Kazajistán             | 2018      |
| F. C. Yenisey Krasnoyarsk     | Rusia                  | 2019-2021 |
| Brisbane Roar F. C.           | Australia              | 2021-2022 |
| F. C. Haka                    | Finlandia              | 2023      |
| Chongqing Tongliang Long      | China                  | 2024-     |